# 鹿沼市職員殺害事件
鹿沼市職員殺害事件（かぬまししょくいんさつがいじけん）とは、2001年に廃棄物行政に絡み栃木県鹿沼市役所の職員が廃棄物処理業者の不当要求に応じず逆恨みされ、帰宅途中に拉致されて殺害され、群馬県内の山中に遺棄された行政対象暴力事件。地元紙の『下野新聞』では「鹿沼事件」と呼称している。

## 概要
鹿沼市と産業廃棄物処理業者との癒着を正そうとした職員が逆恨みされ、殺された。実行犯4人は逮捕されたが、犯行を依頼した産業廃棄物業者は、逮捕される前に自殺した。また、癒着に深く関わっていたと思われる鹿沼市幹部職員も自殺した。被害者の遺体は発見されていないが、実行犯にはそれぞれ懲役14年から無期懲役の判決が確定している。
この事件は、行政対象暴力が社会的に注目されるようになったきっかけとされる。

## 経緯
2001年10月31日夕方、鹿沼市役所の環境対策部参事の男性職員（当時57歳）が、帰宅途中に行方不明となる。翌朝、自宅から200mほど離れた市道で被害者の自転車、カバン、眼鏡などが散乱しているのが見つかる。何らかの事件に巻き込まれたと思われ、栃木県警は捜査を開始。
2003年2月6日、栃木県警は被害者を拉致監禁したとして、暴力団員の実行犯4人を逮捕する。また、犯行を依頼したとして廃棄物処理業者社長（鹿沼環境美化センター）である曽根正志の逮捕状を取ったが、自殺しているのが見つかった。2月11日、この産業廃棄物処理業者社長と深く関わっていたと思われる市幹部職員が市役所の非常階段から自殺した。
実行犯4人は被害者を拉致した翌日、群馬県の山中で殺害したと自供するものの、県警の捜索でも遺体は発見できなかった。なお、2021年11月28日時点でも男性職員の遺体は見つかっていない。
実行役3人と仲介役の計4人は、2006年2月までに殺人罪などで有罪判決が確定した。また、職員の遺族が起こした民事訴訟では2008年3月、市が責任を認めて謝罪することで和解が成立した。
この事件以降、行政対象暴力について広く知られ、全国的に対策されたため、暴力組織による行政対象暴力は激減した。一方で職員のミスにつけ込み過剰な謝罪を要求するなどの「個人クレーマー」は増加しており、2019年の全国自治体アンケートで、過去1年間の不当要求者の67.3%を「一般市民」が占めた。